# Centroctenus miriuma
Centroctenus miriuma är en spindelart som beskrevs av Antonio D. Brescovit 1996. Centroctenus miriuma ingår i släktet Centroctenus och familjen Ctenidae. Inga underarter finns listade i Catalogue of Life.